# Регишевская
Регишевская — деревня в Тарногском районе Вологодской области.
Входит в состав Заборского сельского поселения, с точки зрения административно-территориального деления — в Заборский сельсовет.
Расстояние по автодороге до районного центра Тарногского Городка — 14 км, до центра муниципального образования Красного — 11 км. Ближайшие населённые пункты — Петряевская, Сверчковская, Сенюковская.
По переписи 2002 года население — 69 человек (33 мужчины, 36 женщин). Преобладающая национальность — русские (99 %).